# Bundesgesetz (Schweiz)
Bundesgesetze sind in der Schweiz rechtsetzende Bestimmungen, die von der Bundesversammlung erlassen werden und dem fakultativen Referendum unterstehen. Sie stehen in der Normenhierarchie zwischen der Bundesverfassung und den Verordnungen. Bundesgesetze dienen zur Konkretisierung der Bestimmungen in der Verfassung.

## Beschreibung
Art. 164 Abs. 1 der Bundesverfassung (BV) hält fest: «Alle wichtigen rechtsetzenden Bestimmungen sind in der Form des Bundesgesetzes zu erlassen.» Dazu gehören insbesondere die grundlegenden Bestimmungen über:

„
- die Ausübung der politischen Rechte;
- die Einschränkungen verfassungsmässiger Rechte;
- die Rechte und Pflichten von Personen;
- den Kreis der Abgabepflichtigen sowie den Gegenstand und die Bemessung von Abgaben;
- die Aufgaben und die Leistungen des Bundes;
- die Verpflichtungen der Kantone bei der Umsetzung und beim Vollzug des Bundesrechts;
- die Organisation und das Verfahren der Bundesbehörden.“

Als rechtsetzend gelten dabei Bestimmungen, die in unmittelbar verbindlicher und generell-abstrakter Weise Pflichten auferlegen, Rechte verleihen oder Zuständigkeiten festlegen (Art. 22 Abs. 4 Parlamentsgesetz). «Generell-abstrakt» bedeutet, dass sich die Bestimmung nicht auf einen konkreten Personenbreich richtet und sich auf eine unbestimmte Menge konkreter Sachverhalte bezieht. Art. 164 BV konkretisiert den Begriff wichtig mit der oben aufgeführten Liste. Da die Wichtigkeit eines Erlasses nicht abschliessend definiert ist, liegt es in der Hand des Bundesgesetzgebers zu entscheiden, welcher Erlass als wichtig zu klassifizieren ist. Die Verfassung verbietet es zudem nicht, dass auch weniger Wichtiges in Form des Bundesgesetzes erlassen wird. Der andere Umkehrschluss, dass rechtsetzende Erlasse in Form der Verordnung nicht wichtig seien, ist genauso falsch. Durch die Norm, dass alle wichtigen rechtsetzenden Bestimmungen in Form des Bundesgesetzes zu erlassen sind, wird sichergestellt, dass alle grundlegenden Rechtsätze im Gesetzgebungsverfahren erlassen werden, dem fakultativen Referendum unterstehen (Art. 141 Abs. 1 Bst. a BV) und somit der direktdemokratischen Kontrolle durch das Volk unterliegen. Bundesgesetze stellen Gesetze im formellen Sinn dar.
Bei zeitlicher und sachlicher Dringlichkeit kann die Bundesversammlung Bundesgesetze für dringlich erklären und sofort in Kraft setzen (Dringlichkeitsrecht). Hierzu ist die Zustimmung der Mehrheit der Mitglieder beider Räte – Nationalrat und Ständerat – erforderlich. Diese dringlichen Bundesgesetze sind zu befristen (Art. 165 BV).
Bundesgesetze sind von den rechtsanwendenden Behörden, insbesondere dem Bundesgericht, unabhängig von ihrer Verfassungsmässigkeit anzuwenden (Art. 190 BV). Die Schweiz besitzt daher nur eine eingeschränkte Verfassungsgerichtsbarkeit. Die Bundesgesetze gehen entgegenstehendem kantonalem Recht vor (Art. 49 Abs. 1 BV, Vorrang des Bundesrechts).
Die Bundesgesetze werden in der Amtlichen Sammlung (AS) und in der Systematischen Sammlung (SR) veröffentlicht. In der AS wird dabei lediglich der revidierte Teil publiziert; in der SR dagegen das gesamte aktualisierte Gesetz.

## Bedingte Gesetzgebung
Der Normalfall in der Gesetzgebung ist, dass das erlassene Bundesgesetz oder die erlassene Änderung eines solchen unbedingt erfolgt und so schnell wie möglich in Kraft tritt. Im schweizerischen Bundesstaatsrecht existiert aber auch der Sonderfall, dass der Erlass eines Bundesgesetzes oder eine Änderung nur unter einer bestimmten Bedingung erfolgt. Manchmal enthält ein indirekter Gegenentwurf in der Form eines Bundesgesetzes zu einer Volksinitiative auf Teilrevision der Bundesverfassung (Art. 73a Abs. 2 BPR) eine sogenannte «Alternativklausel», wonach das Gesetz nur dann in Kraft tritt, wenn die Volksinitiative zurückgezogen oder in der Volksabstimmung abgelehnt wird. Zur Problematik dieser «Alternativklausel» siehe Abschnitt «Indirekter Gegenentwurf» im Artikel «Gegenentwurf (Schweiz)».
Das Parlament darf anlässlich einer Verfassungsänderung gleichzeitig auch die dazugehörige Gesetzesänderung erlassen. Da jede Verfassungsänderung eine Volksabstimmung erfordert (obligatorisches Referendum), bildet die Annahme von Volk und Ständen die Bedingung zur Gesetzesrevision. Das bedeutet aber nicht direkt, dass die Gesetzesrevision in Kraft tritt. Sie untersteht noch immer dem fakultativen Referendum; denn bei der Volksabstimmung über die Verfassungsänderung wurde ja nur diese von Volk und Ständen gutgeheissen.

## Dringliche Bundesgesetze
Art. 165 der Bundesverfassung ermöglicht der Bundesversammlung, Gesetze – sofern der Erlass keinen Aufschub duldet – in einem beschleunigten Verfahren dringlich zu erklären und sofort in Kraft zu setzen. Die Möglichkeit eines fakultativen Referendums bleibt bestehen; das im Regelfall die Inkraftsetzung aufschiebende, suspensive Referendum wird aber in diesem speziellen Fall zum nachträglichen (abrogativen) Referendum.